# Wölbling
Wölbling ist eine Marktgemeinde mit 2436 Einwohnern (Stand 1. Jänner 2025) im Bezirk St. Pölten in Niederösterreich.

## Geografie
Wölbling liegt im Mostviertel zwischen Krems und St. Pölten am östlichen Abhang des Dunkelsteinerwaldes. Der Osten liegt in 270 Meter Meereshöhe, nach Westen steigt das Land auf über 500 Meter an. Die höchste Erhebung ist der Satzberg mit 698 Meter.
Die Fläche der Marktgemeinde umfasst 32,28 Quadratkilometer. Davon sind 56 Prozent bewaldet, 35 Prozent sind landwirtschaftliche Nutzfläche.

### Gemeindegliederung
Das Gemeindegebiet umfasst folgende 10 Ortschaften (in Klammern Einwohnerzahl Stand 1. Jänner 2025):
- Ambach (264)
- Anzenhof (149) samt Hermannschacht und Kühstand
- Hausheim (166)
- Landersdorf (296)
- Noppendorf (67)
- Oberwölbling (1141)
- Ratzersdorf (45)
- Unterwölbling (284)
- Viehausen (11)
- Wetzlarn (13)

Die Gemeinde besteht aus den Katastralgemeinden Ambach, Anzenhof, Hausheim, Landersdorf, Noppendorf, Oberwölbling, Ratzersdorf und Unterwölbling.

### Nachbargemeinden
| Bergern im Dunkelsteinerwald (KR) |                                             | Paudorf (KR) |
|                                   | Kompassrose, die auf Nachbargemeinden zeigt | Statzendorf  |
| Dunkelsteinerwald (ME)            | Obritzberg-Rust                             |              |

## Geschichte

Befestigte bronzezeitliche Höhensiedlung südlich des Singerkreuzes

Zwischen ca. 2200 und 1600 vor Christus befand sich westlich von Ratzersdorf eine bedeutende bronzezeitliche Siedlung.
Im Altertum war das Gebiet Teil der römischen Provinz Noricum.
Die Burg Landersdorf wird erstmals 1115 urkundlich erwähnt. Das Rittergeschlecht der Lantrisdorf starb vermutlich Ende des 15. Jahrhunderts aus. Nachfolger bauten den einfachen Hof in der zweiten Hälfte des 16. Jahrhunderts zu einem Renaissanceschloss um. Heute wird es als Revierleitung des Forstgutes, das dem Kloster Walpersdorf gehört, benutzt.
Im Zuge der Niederösterreichischen Kommunalstrukturverbesserung wurden mit 1. Jänner 1967 die bis dahin selbständigen Gemeinden Ambach und Oberwölbling zur neuen Gemeinde Wölbling zusammengeschlossen, mit 1. Jänner 1968 wurde dann Unterwölbling eingemeindet und mit 1. Jänner 1970 folgte dann noch Hausheim.
Partnergemeinde ist seit Juli 2005 die oberbayerische Gemeinde Bischofswiesen. Beide verbindet ein Tauschgeschäft zwischen dem Erzbischof von Salzburg und dem Propst von Berchtesgaden im Jahr 1155.
An die schweren Kämpfe in den letzten Wochen des Zweiten Weltkrieges im April und Mai 1945 erinnert der Soldatenfriedhof Oberwölbling, in dem mehr als 4.000 Gefallene zur letzten Ruhe gebettet wurden.

### Einwohnerentwicklung
| Wölbling: Einwohnerzahlen von 1869 bis 2025         | Wölbling: Einwohnerzahlen von 1869 bis 2025 | Wölbling: Einwohnerzahlen von 1869 bis 2025 | Wölbling: Einwohnerzahlen von 1869 bis 2025 | Wölbling: Einwohnerzahlen von 1869 bis 2025 |
| --------------------------------------------------- | ------------------------------------------- | ------------------------------------------- | ------------------------------------------- | ------------------------------------------- |
| Jahr                                                |                                             |                                             |                                             | Einwohner                                   |
| 1869                                                | 1869                                        |                                             | 1.460                                       | 1.460                                       |
| 1880                                                | 1880                                        |                                             | 1.571                                       | 1.571                                       |
| 1890                                                | 1890                                        |                                             | 1.616                                       | 1.616                                       |
| 1900                                                | 1900                                        |                                             | 1.906                                       | 1.906                                       |
| 1910                                                | 1910                                        |                                             | 1.682                                       | 1.682                                       |
| 1923                                                | 1923                                        |                                             | 2.170                                       | 2.170                                       |
| 1934                                                | 1934                                        |                                             | 2.334                                       | 2.334                                       |
| 1939                                                | 1939                                        |                                             | 2.246                                       | 2.246                                       |
| 1951                                                | 1951                                        |                                             | 1.996                                       | 1.996                                       |
| 1961                                                | 1961                                        |                                             | 1.966                                       | 1.966                                       |
| 1971                                                | 1971                                        |                                             | 2.103                                       | 2.103                                       |
| 1981                                                | 1981                                        |                                             | 2.014                                       | 2.014                                       |
| 1991                                                | 1991                                        |                                             | 2.376                                       | 2.376                                       |
| 2001                                                | 2001                                        |                                             | 2.532                                       | 2.532                                       |
| 2011                                                | 2011                                        |                                             | 2.444                                       | 2.444                                       |
| 2021                                                | 2021                                        |                                             | 2.467                                       | 2.467                                       |
| 2025                                                | 2025                                        |                                             | 2.436                                       | 2.436                                       |
| Quelle(n): Statistik Austria, Gebietsstand 1.1.2021 |                                             |                                             |                                             |                                             |

## Kultur und Sehenswürdigkeiten
- Schoss Landersdorf

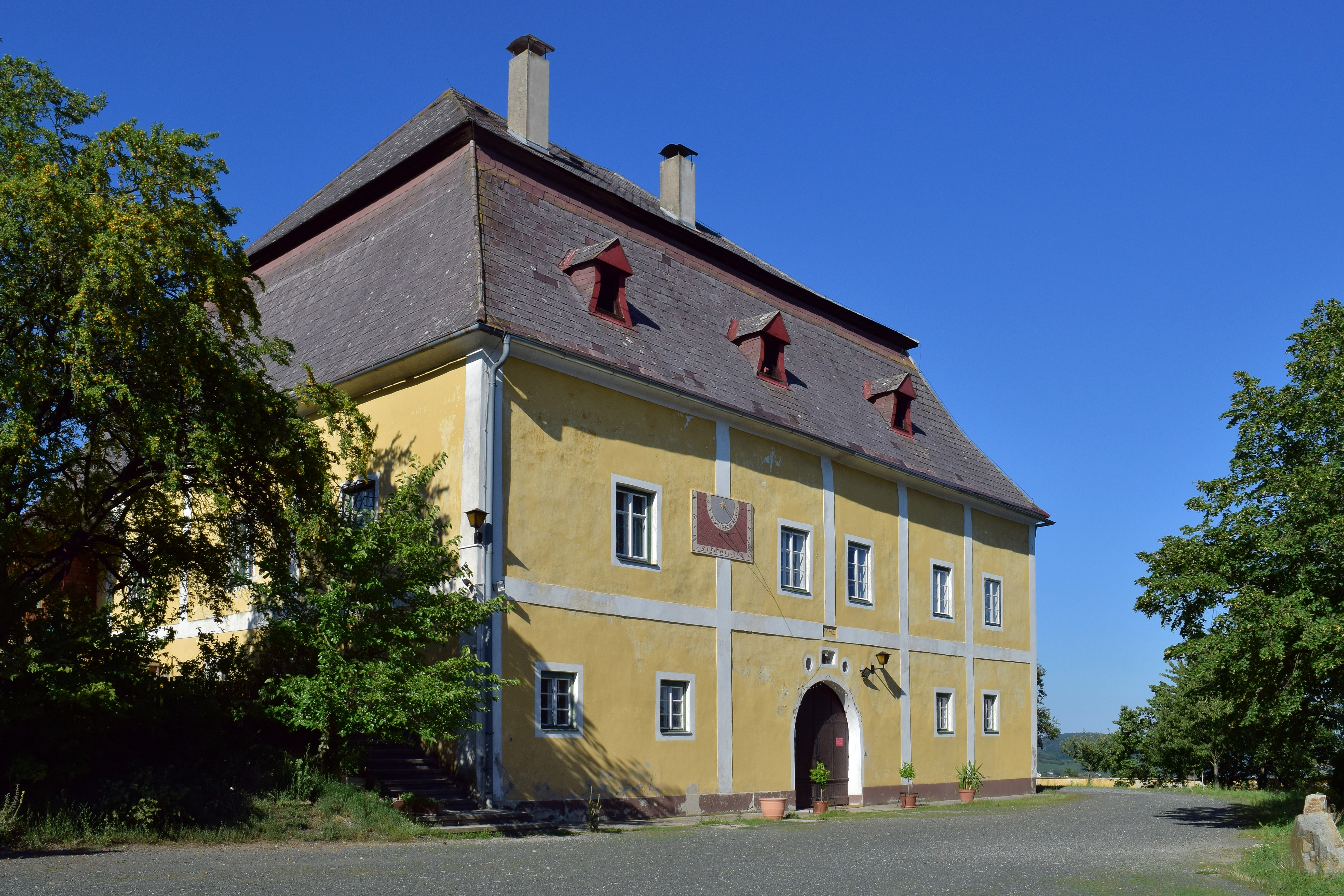
Schloss Landersdorf

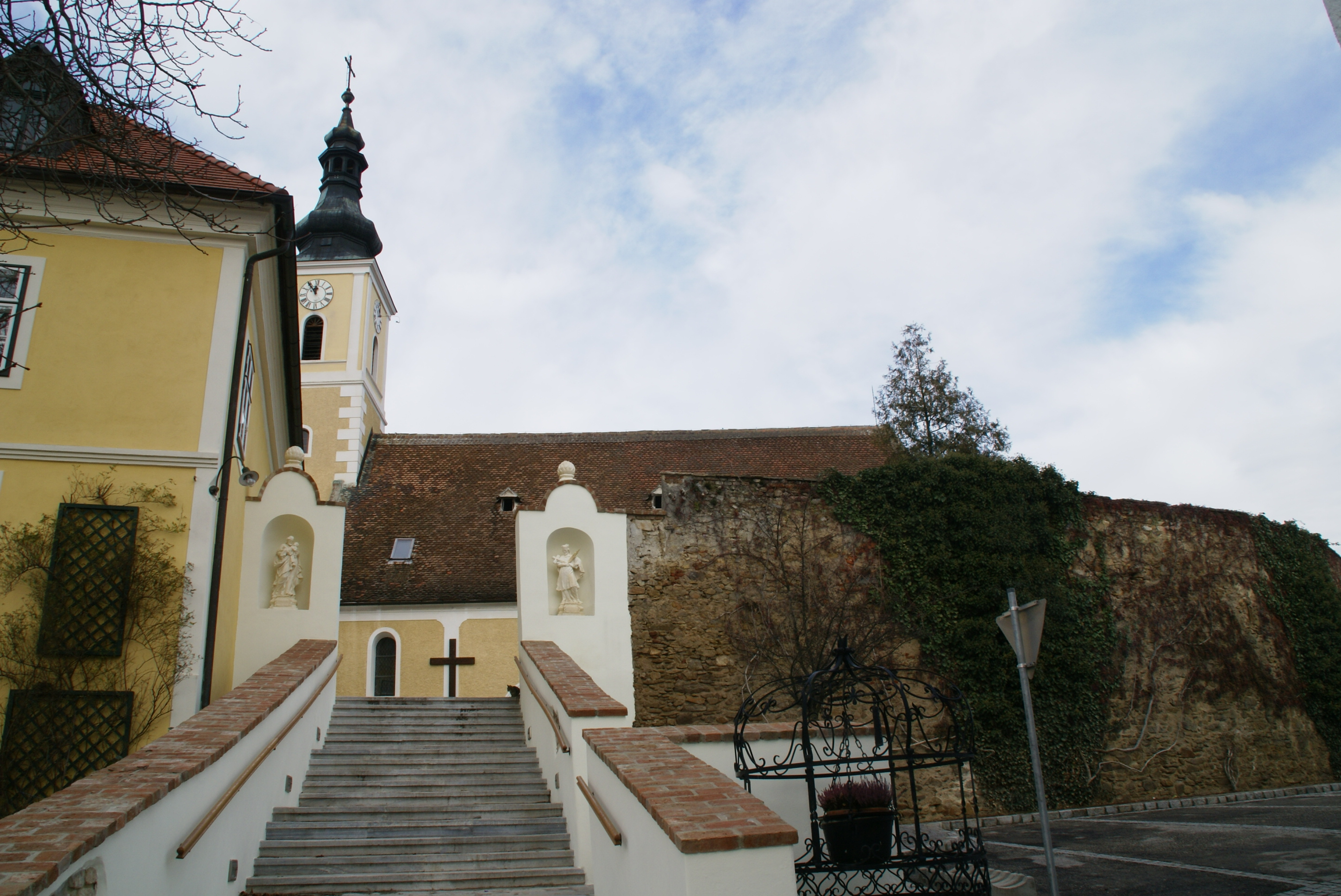
Pfarrkirche Oberwölbling

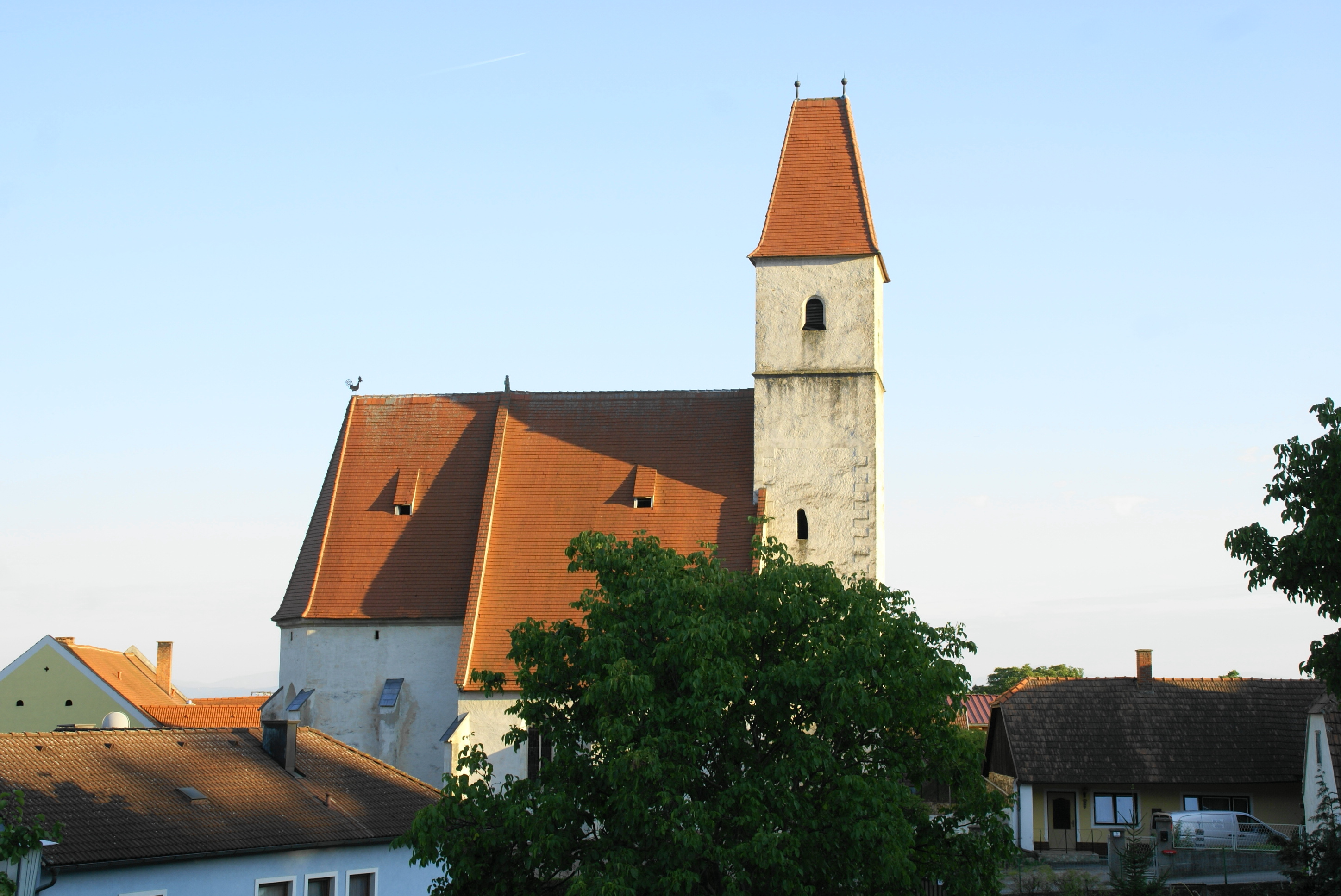
Filialkirche Unterwölbling

- Katholische Pfarrkirche Oberwölbling Hll. Peter und Paul
- Katholische Filialkirche Unterwölbling hl. Veit

## Wirtschaft und Infrastruktur
Nichtlandwirtschaftliche Arbeitsstätten gab es im Jahr 2001 69, land- und forstwirtschaftliche Betriebe nach der Erhebung 1999 89. Die Zahl der Erwerbstätigen am Wohnort betrug nach der Volkszählung 2001 1175. Die Erwerbsquote lag 2001 bei 47,19 Prozent.

### Fladnitztal-Radroute
Die Fladnitztal-Radroute führt als Rundstrecke durch die Gemeinden Obritzberg-Rust, Statzendorf, Wölbling und Karlstetten und ist auch für ungeübte Radfahrer bewältigbar.

### Öffentliche Einrichtungen
In der Gemeinde gibt es einen Kindergarten, eine Volksschule und eine Mittelschule.

## Politik

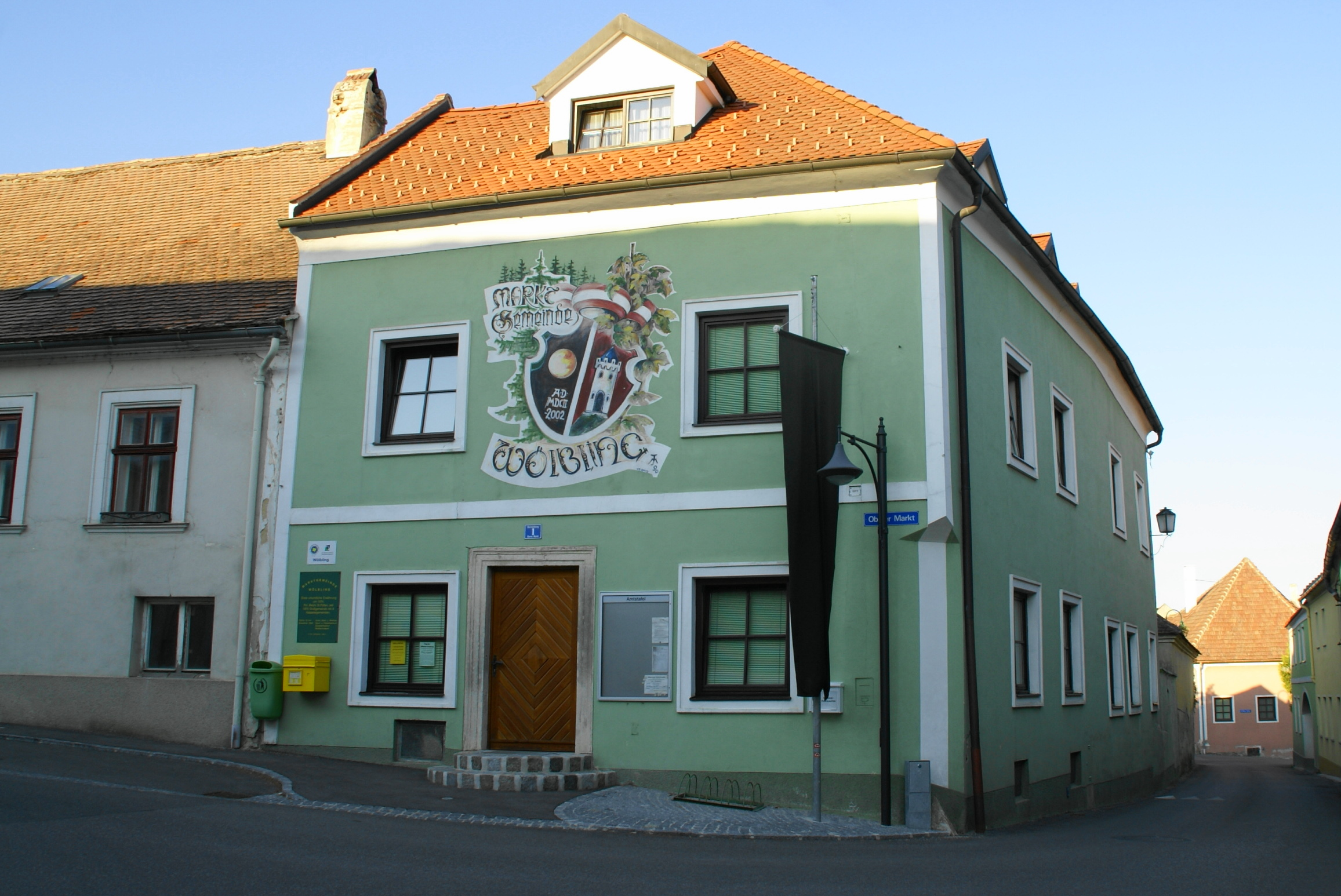
Gemeindeamt, Oberer Markt 1, in Oberwölbling

### Gemeinderat
Der Gemeinderat hat 21 Mitglieder.
- Mit den Gemeinderatswahlen in Niederösterreich 1990 hatte der Gemeinderat folgende Verteilung: 12 ÖVP, 7 SPÖ und 2 FPÖ.
- Mit den Gemeinderatswahlen in Niederösterreich 1995 hatte der Gemeinderat folgende Verteilung: 10 ÖVP, 7 SPÖ, 2 WIR und 2 FPÖ.[10]
- Mit den Gemeinderatswahlen in Niederösterreich 2000 hatte der Gemeinderat folgende Verteilung: 10 ÖVP, 8 SPÖ, 2 FPÖ und 1 GRÜNE.[11]
- Mit den Gemeinderatswahlen in Niederösterreich 2005 hatte der Gemeinderat folgende Verteilung: 11 SPÖ, 9 ÖVP und 1 FPÖ.[12]
- Mit den Gemeinderatswahlen in Niederösterreich 2010 hatte der Gemeinderat folgende Verteilung: 11 SPÖ, 9 ÖVP und 1 FPÖ.[13]
- Mit den Gemeinderatswahlen in Niederösterreich 2015 hatte der Gemeinderat folgende Verteilung: 12 SPÖ, 6 ÖVP, 2 MIT und 1 FPÖ.[14]
- Mit den Gemeinderatswahlen in Niederösterreich 2020 hatte der Gemeinderat folgende Verteilung: 10 SPÖ, 8 ÖVP und 3 MIT.[15]
- Mit den Gemeinderatswahlen in Niederösterreich 2025 hat der Gemeinderat folgende Verteilung: 11 ÖVP, 6 SPÖ und 4 FPÖ.[16]

### Bürgermeister
- bis 2005 Herbert Erber
- 2005–2016 Gottfried Krammel (SPÖ)[17]
- 2016–2025 Karin Gorenzel (SPÖ)
- seit 2025 Peter Hießberger (ÖVP)

### Wappen
Der Gemeinde wurde 2002 folgendes Wappen verliehen: Durch eine silberne Leiste gespalten, vorne in Schwarz eine goldene Kugel, hinten in Rot auf grünem Hügel ein silberner Turm mit schwarz geöffnetem Tor, schwarzen Fensteröffnungen, vier Zinnen mit schwarz geöffneten Schießscharten und einem blauen Dach mit silbernem Knauf.

### Partnerschaftsgemeinden
- Bischofswiesen[19]

## Persönlichkeiten
- Karl Troll (1865–1954), Architekt
- Josef Stoll (1918–1993), Schlosser und Politiker, Abgeordneter zum Landtag von Niederösterreich
- Christoph Brückner, Influencer